# Luiza Gottschalk
Luiza Gottschalk (São Paulo, 6 de julho de 1984) é uma artística plástica.

## Biografia
Luiza passou sua infância numa fazenda na Serra da Mantiqueira, na cidade de Wenceslau Braz no sul de Minas Gerais. A descendente de alemães e índios é irmã do piloto Peter Michael Gottschalk da Mercedes-Benz Challenge. Luiza integrou o grupo teatral Os Satyros de 2008 a 2018, reconhecido pelo seu trabalho experimental.

## Carreira
Artista Plástica, iniciou sua prática artística nas artes cênicas, atuando como diretora de teatro, atriz e cenógrafa. Do teatro, carrega um profundo interesse pela percepção sensorial do público e pela atmosfera dos espaços criados em exposições. Assim como atrizes em cena, suas pinturas se relacionam entre si e compartilham com o público universos fabulares.
Cada pintura é desenvolvida a partir de múltiplas camadas que fundem pigmentos à base de óleo e água, criando superfícies que conjugam opacidade e transparência. As escolhas de gestos e marcas são impulsionadas por uma energia que se tece no próprio fazer artístico, caracterizando trabalhos radicalmente processuais. Trabalhos que evocam a potência visceral da natureza, como nas “montanhas que choram” — a Mantiqueira, conforme denominada na língua Guarani. É da água que surge a ação que fundamenta sua prática, servindo como um elemento estruturante que determina os fluxos da produção. A água conduz o movimento das cores e da matéria, revelando uma topografia em contínua transformação. 
Criada dentro de uma floresta na serra da Mantiqueira, passou seus primeiros nove anos imersa em uma cacofonia de formas de vida — plantas, árvores, rios, pássaros, animais. Esse ambiente fazia sua existência humana parecer pequena, mas, ao mesmo tempo, extraordinária. A escolha da pintura como linguagem deriva dessa experiência, traduzindo-se em uma constante negociação entre abstração, figuração e atmosfera. 
Iniciou a carreira de atriz na peça Os que tem a Hora Marcada em 2001 e Cinderela em 2002. Luiza destacou-se, em especial, na peça Hipóteses para o Amor e a Verdade em 2009 e no mesmo ano atuou em Liz e Uma Coisa Muito Louca. De 2003 a 2005 Luiza apresentou o programa G4 Brasil, junto com Luciano Amaral, na Band. Em 2005, ela estreou a programação da Mix TV, com o No Break (estilizado - NO BR3AK) e a nova fase do G4 Brasil, que passou a ser diário e com 2 horas de duração, na programação da Mix TV em parceria com a Game TV. Ainda em 2005, com o fim do G4 Brasil, Luiza passou a apresentar o Game Zone e o Combo: Fala + Joga. Em 2006, migrou para a Rede 21, do grupo Bandeirantes, em uma nova parceria com o grupo Gamecorp, responsável pela Game TV, dando continuidade ao Game Zone e ao Combo: Fala + Joga. Ainda em meados de 2006, a Rede 21, em uma fusão com a "antiga" Game TV, passa a se chamar Play TV, com o Game Zone dando lugar ao Play Zone.O Combo: Fala + Joga continuava a todo vapor! Ela também apresentou o Gameplay, Vale 10, Vale 20 e o Vale 100 na Play TV. Em 2008 fez uma participação especial na novela Água na Boca, da Band. Em 2010, participou do reality show A Fazenda 3, da Rede Record, e foi a última participante eliminada antes da final do programa com 50,7% dos votos contra a modelo Lisi Benitez. Em 2011 afastou-se da carreira de apresentadora e se mudou para a Alemanha para estudar artes. Em 2015 retornou ao Brasil e estreou sua carreira como artista plástica, realizando mostras de artes com seus projetos com o qual passou a trabalhar desde então.
A artista é representada pela Galeria Aura, em São Paulo.

## Vida pessoal
Possui pós graduação em artes visuais pela FAAP (2018),  Graduação em artes plásticas, pela FAAP (2014) e em artes cênicas, pelo Centro Célia Helena de Artes e Educação (2001) Com curadoria de Denise Mattar na exposição solo “Glade” levou 22 pinturas para o prédio de Oscar Niemayer em 2022. Outras exposições solo se destacam: CHMAC CHUÁ, 2025, texto de Thiago Honório galeria Aura , SP, SOL, 2024, Parque das Ruínas, RJ; Glade: To Touch Painting, 2022, Olfactory Art Keller, NY; Caminhos e Rotas das Águas, 2021, Casa Por do Sol, SP, curadoria Marcos Moraes. - Ensaio Aberto, com curadoria de Ana Paula Cohen na Praça das Artes – Theatro Municipal de São Paulo, 2019. Residências: Agora Collective (Berlim, 2012); Instituto de Arte de Siena (Siena, 2016); Atelier do Centro (São Paulo, 2017); ISCP-NY (Nova York, 2020/21/23 ); SWA-NYC (Nova York, 2023)
Em 2006 começou a estudar artes plásticas na Fundação Armando Alvares Penteado (FAAP), onde se formou em 2009. Na época começou a namorar o arquiteto Tito Ficarelli. Em 2011 se mudou para a Alemanha, no qual viveu até 2015 estudando artes. Na época começou a namorar um fotógrafo libanês, do qual ficou grávida, nascendo sua filha Nina em 17 de agosto de 2012. Após o fim do relacionamento, Luiza retomou o namoro com Tito, com quem se casou em 2016.

## Filmografia

### Televisão
| Ano     | Título              | Personagem    | Notas                                                                                            |
| ------- | ------------------- | ------------- | ------------------------------------------------------------------------------------------------ |
| 2003–05 | G4 Brasil           | Apresentadora | 2003–05 Band ~ G4 Brasil Drops; 2005 Mix TV / Game TV (18h às 20h).                              |
| 2005    | NoBreak             | Apresentadora | Mix TV - 2 Edições (17h e 20h).                                                                  |
| 2005–06 | GameZone            | Apresentadora | 2005–06 Mix TV / Game TV (18h e 19h30) ~ Semana Game Zone (sex. a dom.); 2006 Rede 21 / Play TV. |
| 2005–08 | Combo - Fala + Joga | Apresentadora | 2005–06 Mix TV / Game TV (19h); 2006–08 Rede 21 / Play TV.                                       |
| 2006    | PlayZone            | Apresentadora |                                                                                                  |
| 2006–08 | Vale 10             | Apresentadora |                                                                                                  |
| 2008    | Água na Boca        | Ela mesma     | Episódio: "20 de maio"                                                                           |
| 2008    | Vale 20             | Apresentadora |                                                                                                  |
| 2008    | Vale 100            | Apresentadora |                                                                                                  |
| 2010    | A Fazenda 3         | Participante  | Temporada 3                                                                                      |

### Cinema
| Ano  | Título                            | Personagem |
| ---- | --------------------------------- | ---------- |
| 2015 | Hipóteses para o Amor e a Verdade | Madalena   |